# 瓦格

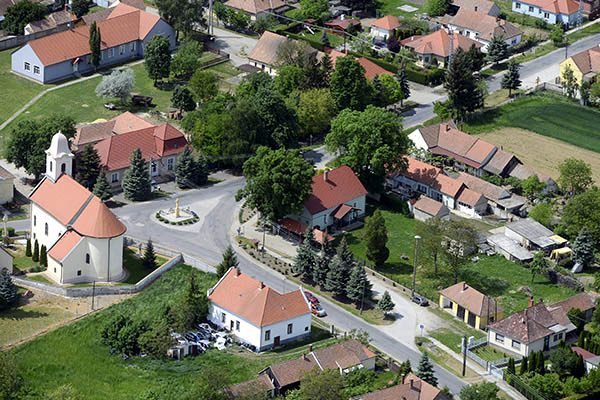
瓦格

瓦格，是匈牙利杰尔-莫雄-肖普朗州所辖的一个村。总面积14.03平方公里，总人口493，人口密度35.1人/平方公里（2011年1月1日）。